# Александар Денић
Александар Денић (Београд, 31. октобар 1963) је српски визуелни уметник, сликар, филмски и позоришни сценограф.

## Биографија
Аутор је већег броја позоришнихи филмских сценографија како код нас тако и у иностранству.
Радио је са низом познатих иностраних имена попут: Арнолд Баркус, Мајкл Басет, Ули Едел, позоришних редитеља попут Тање Мандић Ригонат, Франк Касторф, Мартин Кушеј, Армин Петрас, Ивица Буљан, Дарјан Михајловић, Дејан Мијач, Бранислав Мићуновић и филмских режисера попут Срђана Карановића,Емира Кустурице,Горана Марковића, Милоша Радовића, Срђана Драгојевића.
Добитник је награда: Велика награда Србије, номинација Еми, Златни витез, Кристална призма, Златна мимоза, Златни ћуран. Фауст- немачка национална награда.
Од јула 2024. је члан Академије уметности у Немачкој, у секцији извођачких уметности.

## Сценографија
| Год.    | Назив                       | Улога                   |
| ------- | --------------------------- | ----------------------- |
| 1980. е |                             |                         |
| 1985.   | Тајванска канаста           | асистент сценографа     |
| 1985.   | Јагоде у грлу               | асистент сценографа     |
| 1988.   | Једног лепог дана           | сценограф               |
| 1988.   | За сада без доброг наслова  | сценограф               |
| 1990. е |                             |                         |
| 1991.   | Пилот у трави               | сценограф               |
| 1992.   | Ми нисмо анђели             | сценограф               |
| 1993.   | Хајди                       | асистент сценографа     |
| 1993.   | Византијско плаво (филм)    | сценограф               |
| 1995.   | Подземље (филм)             | сценограф опреме        |
| 1996.   | Распутин                    | сценограф опреме        |
| 1996.   | Била једном једна земља     | сценограф опреме        |
| 1997.   | Tempête dans un verre d'eau | сценограф               |
| 1998.   | Ране (филм)                 | сценограф               |
| 2000. е |                             |                         |
| 2001.   | Super 8 Stories             | сценограф               |
| 2001.   | Бумеранг                    | сценограф               |
| 2002.   | Deathwatch                  | сценограф               |
| 2004.   | Пад у рај                   | сценограф               |
| 2006.   | Гуча (филм)                 | сценограф               |
| 2007.   | Аги и Ема                   | супервизор сценографије |
| 2008.   | Die rote Zora               | сценограф               |
| 2009.   | Зона мртвих                 | сценограф               |
| 2010. е |                             |                         |
| 2010.   | Неке друге приче            | сценограф               |
| 2011.   | Cat Run                     | сценограф               |
| 2012.   | Чернобиљски дневници        | сценограф               |
| 2014.   | Мала историја Србије        | сценограф               |
| 2014.   | Травелатор                  | сценограф               |
| 2015.   | Игра у тами                 | сценограф               |
| 2017.   | Врати се Зоне               | сценограф               |